# Quiacaua taguaiba
Quiacaua taguaiba är en skalbaggsart som beskrevs av Martins 1997. Quiacaua taguaiba ingår i släktet Quiacaua och familjen långhorningar. Inga underarter finns listade i Catalogue of Life.